# Волчеягодник Софии
Волчеягодник Софии, или Волчник Софии (лат. Daphne sophia), — вид кустарников рода Волчеягодник (Daphne) семейства Волчниковые (Thymelaeaceae).

## Ботаническое описание
Нанофанерофит. Кустарник высотой с 80—120 см, с темно-серой или бурой корой. Побеги разветвленные. Листья обратнояйцевидные, сверху зеленые, снизу сизоватые.
Околоцветник простой, 4-лопастной. Тычинок 8. Завязь одногнездная. Плод — сочная тёмно-красная костянка. Цветет в мае, семена созревают в июле-сентябре. Размножается семенами и вегетативно.

## Экология и ареал
Ксеромезофит. Встречается в лесах и на меловых обнажениях.
Эндемик Европы. В России известны местонахождения на территории Белгородской
и Воронежской областей. На территории Украины встречается в Харьковской области.

## Охранный статус
Занесён в Красную книгу Украины и в Красную книгу Белгородской области.